# Mijoux
Mijoux település Franciaországban, Ain megyében. Lakosainak száma 297 fő (2022. január 1.). Mijoux Crozet, Divonne-les-Bains, Échenevex, Gex, Lélex, Vesancy, Lajoux és Septmoncel les Molunes községekkel határos.

## Népesség
A település népessége az elmúlt években az alábbi módon változott:
| Lakosok száma | 227  | 200  | 312  | 376  | 377  | 336  | 341  | 325  | 299  | 297  |
|               | 1968 | 1982 | 1999 | 2006 | 2011 | 2015 | 2017 | 2018 | 2020 | 2022 |